# Thomas Grey, 15:e baron Grey de Wilton
Thomas Grey, 15:e baron Grey de Wilton, född ett okänt år, död 9 juli 1614, var en engelsk aristokrat och soldat. 
Han var son till Arthur Grey, 14:e baron Grey de Wilton och kämpade mot den spanska armadan 1588. Grey tog över titeln som lord efter sin far 1593 och ansåg sig själv tillhöra puritanismen. Han var angelägen att få leda ett regemente och när Robert Devereux, 2:e earl av Essex åkte till Irland i mars 1599 följde Grey med honom. Essex bad Grey att svära sin trohet till honom och avsäga sig all vänskap med Robert Cecil, 1:e earl av Salisbury, något Grey inte kunde göra då han stod i tacksamhetsskuld till Salisbury. Efter detta behandlade Essex (och hans vän Henry Wriothesley, 3:e earl av Southampton) Grey som en fiende. Grey kände sig sviken och begav sig från Irland i maj 1600.
Grey stred under Moritz av Oranien och deltog i slaget vid Nieuwpoort i Belgien den 2 juli 1600, men var tillbaka i London igen tidigt året därpå. Elisabet I av England bad att Grey skulle skipa fred med Southampton, men istället attackerade Grey Southampton och skickades till Fleetfängelset. Han släpptes dock kort därefter och när Essex försökte göra uppror mot drottning Elisabet var Grey med och kämpade mot honom. Upproret misslyckades och vid rättegången mot Essex den 19 februari 1601 satt Grey med bland de som dömde honom till döden; när Greys namn lästes upp i domstolen ska Essex ha skrattat föraktfullt åt honom. 
Efter Elisabets död den 24 mars 1603 blev Jakob I av England kung. Jakob lovade att upphöra med förföljelserna av katolikerna, men dessa löften infriades inte och de besvikna katolikerna började nu fundera på att genomföra ett antal sammansvärjningar mot honom. Grey var delaktig i en sådan, där deras planer gick ut på att fånga in Jakob och konvertera honom till katolicismen samt ta kontroll över Towern och göra William Watson till Lord Keeper. De inblandade bestämde sig för att träffas i Greenwich den 24 juni 1603, men sammansvärjningen var ett totalt misslyckande. Några jesuiter hade nämligen avslöjat deras planer för myndigheterna och flera av de inblandade arresterades; Grey fångades in i juli samma år i Sluis. Under rättegången mot dem den 15 november 1603 dömdes de till döden, men Grey benådades kort innan sin avrättning. Han fängslades i Towern och efter 11 år i fångenskap avled han där den 9 juli 1614. Grey blev den sista baron Grey de Wilton att ha existerat.